# William Norton
 (janvier 2019).
Améliorez-le ou discutez des points à vérifier. 
William Norton, né le 2 novembre 1900 dans le quartier d'Abbotstown, Dublin et mort le 4 décembre 1963 à Dublin, est un homme politique irlandais, membre du Parti travailliste. Norton a été à deux reprises Tánaiste, c'est-à-dire Vice-Premier Ministre. Il est le leader du Parti travailliste pendant près de trente ans, de 1932 à 1960.

## Biographie
William Peter Norton nait à Abbotstown un quartier Dublin. Il entre à la Poste irlandaise en 1916. Dès 1920, il est un des membres important du mouvement syndical en Irlande. Entre 1924 et 1948, il est secrétaire du syndicat des travailleurs de la Poste.

### Députation
William Morton est élu Teachta Dála lors de l'élection partielle de février 1926 pour le Comté de Dublin. Il est toutefois battu lors de l'élection générale de juin 1927. Il redevient député en 1932, cette fois-ci pour la circonscription de Kildare. Il le restera jusqu'à sa mort en 1960.